# William Frullani
William Frullani (Prato, 21 settembre 1979) è un multiplista e bobbista italiano, primatista nazionale dell'eptathlon indoor.
Vanta 4 titoli di campione nazionale conquistati nell'arco di 12 anni.

## Biografia
Da ragazzo inizia col salto in alto, ma presto si converte alle prove multiple.
Il suo primato è di 7.984 punti ottenuto al Meeting di Götzis nel 2002. È stato il primo italiano a vincere una medaglia nel decathlon in una manifestazione internazionale (bronzo ai Campionati Europei under 23 nel 2001 ad Amsterdam con 7.871 punti, primato italiano di categoria, battuto poi nel 2021 da Dario Dester). Quattro volte campione italiano assoluto, l'ultima volta a Bressanone nel 2012, con 7.378 punti. Ha anche conseguito 7.963 (1º) a Firenze (4 giugno 2006) ed è arrivato primo con 7.927 punti a Tallinn (4 luglio 2004), in Coppa Europa di prove multiple. Vanta, inoltre, due partecipazioni ai Campionati europei di atletica leggera (2002 e 2006) ed una partecipazione alle Universiadi nel 2001. Nel 2009, ai Campionati Europei indoor a Torino, ha stabilito il primato italiano di eptathlon con 5972 punti.
Dal 2012 si dedica alla disciplina del bob e partecipa ai XXII Giochi Olimpici invernali in programma dal 7 al 23 febbraio 2014 a Soči in Russia, col ruolo di frenatore del bob pilotato da Simone Bertazzo: durante un controllo, il 18 febbraio è stato trovato positivo al dymetylpentylamine. Ha chiesto le controanalisi, concluse con esito positivo, ed il 20 febbraio 2014 il CONI lo ritira dalla competizione. Ha ingerito la sostanza involontariamente tramite un integratore alimentare regolarmente presente nel registro del Ministero della Salute. L'integratore conteneva dymetylpentylamine, senza tuttavia indicare tale sostanza in etichetta. L'azienda produttrice è stata citata in giudizio per aver immesso sul mercato integratori alimentari con sostanze pericolose non dichiarate.

## Record nazionali
- Eptathlon: 5.972 pt. ( Torino, 8 marzo 2009) - attuale detentore

## Palmarès
| Anno | Manifestazione                 | Sede      | Evento    | Risultato | Prestazione | Note             |
| ---- | ------------------------------ | --------- | --------- | --------- | ----------- | ---------------- |
| 2001 | Europei under 23               | Amsterdam | Decathlon | Bronzo    | 7871 pt.    |                  |
| 2004 | Coppa Europa di prove multiple | Tallinn   | Decathlon | Oro       | 7927 pt.    | [ 5 ]            |
| 2009 | Europei indoor                 | Torino    | Eptathlon | 6º        | 5972 pt.    | Record nazionale |

## Campionati nazionali
- ai Campionati italiani assoluti di atletica leggera, decathlon (2001, 2006, 2010, 2012)
- ai Campionati italiani assoluti di atletica leggera indoor, eptathlon (2009)